# Janez Štine
Janez Štine - Štine, slovenski partizan, politik in delavec, * 10. februar 1914, † ?.
V NOV in POS je vstopil 24. avgusta 1943. Kot pripadnik Cankarjeve brigade je bil eden izmed odposlancev, ki so se udeležili Zbora odposlancev slovenskega naroda v Kočevju.